# روکسانا کوگیانی
روکسانا کوگیانی (انگلیسی: Roxana Cogianu؛ زادهٔ ۲۱ سپتامبر ۱۹۸۶) یک قایقران روئینگ اهل رومانی است.
از افتخارات وی میتوان به کسب مدال برنز هشت‌نفره تک پارو در بازی‌های المپیک تابستانی ۲۰۱۶ اشاره کرد.